# 닉 팔도
닉 팔도 경(영어: Sir Nick Faldo, MBE 닉 팰도[*], 1957년 7월 18일 ~ )은 잉글랜드의 골프 선수이다. 매스터스 토너먼트와 디 오픈 챔피언십에서 각각 3회 우승했으며, 97주 동안 세계 랭킹 1위를 유지했다.
1989년 BBC 올해의 스포츠인(BBC Sports Personality of the Year)에 선정되었고, 1997년 세계 골프 명예의 전당(World Golf Hall of Fame)에 올랐다.
골프 교육과 해설에도 적극적으로 나서, 2006년 CBS 골프 수석 분석관(lead golf analyst)에 임명되었으며 BBC 스포츠의 디 오픈 챔피언십 중계팀에서 활동하기도 했다.

## 우승 경력

### PGA 투어
| 범례                |
| 메이저 챔피언십 (6) |
| 기타 PGA 투어 (3)   |

| No. | 일시            | 대회                    | 타수            | par | 타수차     | 2위                        |
| --- | --------------- | ----------------------- | --------------- | --- | ---------- | -------------------------- |
| 1   | 1984년 4월 22일 | 시 파인스(RBC) 헤리티지 | 66-67-68-69=270 | −14 | 1          | 톰 카이트                  |
| 2   | 1987년 7월 19일 | 디 오픈 챔피언십        | 69-68-71-71=279 | −5  | 1          | 폴 에이징어, 로저 데이비스 |
| 3   | 1989년 4월 9일  | 매스터스 토너먼트       | 68-73-77-65=283 | −5  | 플레이오프 | 스콧 호치                  |
| 4   | 1990년 4월 8일  | 매스터스 토너먼트       | 71-72-66-69=278 | −10 | 플레이오프 | 레이먼드 플로이드          |
| 5   | 1990년 7월 22일 | 디 오픈 챔피언십        | 67-65-67-71=270 | −18 | 5          | 마크 맥널티, 페인 스튜어트 |
| 6   | 1992년 7월 19일 | 디 오픈 챔피언십        | 66-64-69-73=272 | −12 | 1          | 존 쿡                      |
| 7   | 1995년 3월 5일  | 도럴라이더 오픈         | 67-71-66-69=273 | −15 | 1          | 피터 제이컵센, 그레그 노먼 |
| 8   | 1996년 4월 14일 | 매스터스 토너먼트       | 69-67-73-67=276 | −12 | 5          | 그레그 노먼                |
| 9   | 1997년 5월 2일  | 닛산 오픈               | 66-70-68-68=272 | −12 | 3          | 크레이그 스태들러          |

## 서훈
- 1988년 대영 제국 훈장 5등급(MBE) 수훈[2]
- 2009년 기사작위(Knight Bachelor) 서임[1]